# Eduardo Ray Marquez
Eduardo Ray Marquez est un boxeur nicaraguayen né le 5 février 1976 à Managua.

## Carrière
Passé professionnel en 1996, il devient champion du monde des poids pailles WBO le 28 mars 2003 en détrônant Jorge Mata par KO au 11e round. Eduardo Ray Marquez perd son titre aux points dès le combat suivant contre Iván Calderón le 3 mai 2003 et mettra un terme à sa carrière de boxeur en 2010 sur un bilan de 18 victoires, 9 défaites et 1 match nul.

## Référence
1. ↑  (en) Jorge Mata vs. Eduardo Ray Marquez (boxrec.com)